# Francis Aidan Gasquet
Francis Aidan Gasquet (Londra, 5 ottobre 1846 – Roma, 5 aprile 1929) è stato un cardinale britannico.

## Biografia
Nacque a Londra il 5 ottobre 1846, terzo dei sei figli di Raymond Gasquet, medico, e Mary Apollonia Kay.
Papa Pio X lo elevò al rango di cardinale nel concistoro del 25 maggio 1914.
Morì il 5 aprile 1929 all'età di 82 anni.